# Timoclea hypopta
Timoclea hypopta is een tweekleppigensoort uit de familie van de Veneridae. De wetenschappelijke naam van de soort is voor het eerst geldig gepubliceerd in 1899 door Sturany.